# Evert Godfried Colson Aberson
Mr. Evert Godfried Colson Aberson (Doetinchem, 17 april 1824 - Velp, 14 december 1886) was een Nederlands jurist.

## Biografie
Aberson was lid van het patriciaatsgeslacht Aberson en een zoon van majoor en burgemeester van Doetinchem Willem Colson Aberson (1784-1843) en diens eerste vrouw Willemina Elisabeth Planten (1795-1838). Hij trouwde in 1847 met Anna Catharina Dam (1822-1857), in 1862 met Allardina Adriana Verburg (1822-1864) en in 1867 met jkvr. Martina Theodora Agatha van der Wijck (1833-1919), lid van de familie Van der Wyck.
Vanaf 11 december 1875 was hij raadsheer bij het gerechtshof Leeuwarden hetgeen hij tot 10 maart 1885 zou blijven. Ook zijn broer, mr. Everhard Jan Jacob Colson Aberson (1828-1894), was jurist en werd kantonrechter te Zevenaar. Zijn zoon uit zijn eerste huwelijk, mr. Jan Willem Colson Aberson (1851-1909), werd ook jurist en was advocaat en procureur te Arnhem.